# Sophisme du paresseux
 (mars 2021).
Si vous disposez d'ouvrages ou d'articles de référence ou si vous connaissez des sites web de qualité traitant du thème abordé ici, merci de compléter l'article en donnant les références utiles à sa vérifiabilité et en les liant à la section « Notes et références ».

Le Sophisme du paresseux (argos logos en grec ou ignaua ratio en latin), également appelé raison paresseuse, est un sophisme qui consiste à concevoir le futur comme prédéterminé, et donc indépendant de notre action. Le résultat étant prédéterminé, rien ne peut modifier son issue, ce qui incite donc à ne rien faire. 
Cette idée, développée durant l'Antiquité, fut reprise plus récemment dans les ouvrages de Leibniz, et appelée fatum mahumetanum.

## Extraits
« Les hommes presque de tout temps ont été troublés par un sophisme que les anciens appelaient la raison paresseuse, parce qu'il allait à ne rien faire ou du moins à n'avoir soin de rien, et ne suivre que le penchant des plaisirs présents. Car, disait-on, si l'avenir est nécessaire, ce qui doit arriver arrivera quoi que je puisse faire. Or l'avenir, disait-on, est nécessaire, soit parce que la divinité prévoit tout, et le préétablit même, en gouvernant toutes les choses de l'univers ; soit parce que tout arrive nécessairement par l'enchaînement des causes ; soit enfin par la nature même de la vérité qui est déterminée dans les énonciations qu'on peut former sur les événements futurs, comme elle l'est dans toutes les autres énonciations, puisque l'énonciation doit toujours être vraie ou fausse en elle-même, quoique nous ne connaissions pas toujours ce qui en est. Et toutes ces raisons de détermination qui paraissent différentes, concourent enfin comme des lignes à un même centre : car il y a une vérité dans l'événement futur, qui est prédéterminé par les causes, et Dieu l'a préétabli en établissant ces causes. »

— Leibniz, Essais de théodicée, 1710

« Cette considération fait tomber en même temps ce qui était appelé des anciens le sophisme paresseux (logos argos) qui concluait à ne rien faire : car, disait-on, si ce que je demande doit arriver, il arrivera, quand je ne ferais rien ; et s'il ne doit point arriver, il n'arrivera jamais, quelque peine que je prenne pour l'obtenir. On pourrait appeler cette nécessité, qu'on s'imagine dans les événements, détachée de leurs causes, fatum mahumetanum, comme j'ai déjà remarqué ci-dessus, parce qu'on dit qu'un argument semblable fait que les Turcs n'évitent point les lieux où la peste fait ravage. Mais la réponse est toute prête; l'effet étant certain, la cause Qui le produira l'est aussi; et si l'effet arrive, ce sera par une cause proportionnée. Ainsi votre paresse fera peut-être que vous n'obtiendrez rien de ce que vous souhaitez, et que vous tomberez dans les maux que vous auriez évités en agissant avec soin. L'on voit donc que la liaison des causes avec les effets, bien loin de causer une fatalité insupportable, fournit plutôt un moyen de la lever. Il y a un proverbe allemand qui dit, que la mort veut toujours avoir une cause ; et il n'y a rien de si vrai. Vous mourrez ce jour-là (supposons que cela soit, et que Dieu le prévoie), oui, sans doute ; mais ce sera parce que vous ferez ce qui vous y conduira. »

— Leibniz, Essais de Théodicée, 1710